# 卡爾托韋齊克
51°52′7″N 31°26′4″E / 51.86861°N 31.43444°E
卡爾托韋齊克（烏克蘭語：Картовецьке），是烏克蘭北部的村莊，隸屬切爾尼希夫州的切爾尼希夫區。該村面積0.6平方公里，海拔高度147米，2006年人口28，人口密度每平方公里46.5人。